# Port-Royal (stanice RER v Paříži)
Port-Royal je nádraží příměstské železnice RER v Paříži, které se nachází v 5. obvodu. Nástupiště se nachází pod úrovní okolních ulic, avšak není uzavřené. Slouží pro linku RER B.

## Historie
Nádraží bylo otevřeno 31. března 1895 pro železniční společnost Compagnie du Paris-Orléans na trati, která vedla z města Sceaux. Tato stanice se svým architektonickým stylem lišila od ostatních stanic na trati. Kvůli nedostatku místa byla budova umístěna přímo nad kolejiště na kovovou konstrukci. Budova si doposud zachovala svůj původní vzhled s nástupišti chráněnými zasklenými markýzami.
Konce nástupišť byly upraveny pro delší vlaky.
Dne 3. prosince 1996 byl na stanici spáchán bombový atentát, při kterém byly usmrceny čtyři osoby a 170 jich bylo zraněno.

## Název
Stanice získala svůj název podle ulice Boulevard de Port-Royal. Port-Royal byl cisterciácký klášter nedaleko Versailles.

## Vstup
Vchod do stanice je umístěn na Boulevard de Port-Royal.